# Gaetano Vellani
Gaetano Vellani (Bomporto, 17 giugno 1924 – Modena, 24 gennaio 1996) è stato un calciatore italiano, di ruolo difensore.

## Caratteristiche tecniche
Giocava come centromediano.

## Carriera
Nella stagione 1942-1943 fa parte della rosa del Modena, con cui vince il campionato di Serie B. Successivamente nella stagione 1943-1944 segna una rete in 12 presenze nel campionato di Divisione Nazionale con la maglia del Carpi. Veste la maglia del Carpi anche nella stagione 1945-1946, in Serie C. A fine stagione viene ceduto al Pisa, società con cui nella stagione 1946-1947 segna 2 reti in 38 presenze nel campionato di Serie B; viene riconfermato dai nerazzurri anche per la stagione successiva, nella quale gioca una partita per poi venire ceduto alla S.P.A.L., con cui nella stagione 1947-1948 gioca altre 2 partite in Serie B. Rimane alla S.P.A.L. anche nella stagione 1948-1949, nel corso della quale gioca 18 partite in Serie B.
Passa quindi al Forlì, con cui nella stagione 1949-1950 vince il campionato di Promozione (massimo livello dilettantistico dell'epoca); nella stagione 1950-1951 gioca 35 partite in Serie C sempre con la maglia del Forlì, con la quale nella stagione 1951-1952 segna 2 reti in ulteriori 7 presenze in terza serie.
In carriera ha giocato complessivamente 59 partite in Serie B, categoria nella quale ha anche segnato 2 reti.

## Palmarès

### Club

#### Competizioni nazionali
- Campionato italiano di Serie B: 1

Modena: 1942-1943
- Serie C: 1

Carpi: 1945-1946 (girone I)

#### Competizioni regionali
- Promozione: 1

Forlì: 1949-1950